# Serrat de la Bandera (Vilanova de Sau)
|  | Aquest article tracta sobre la serra del municipi de Vilanova de Sau (Osona). Vegeu-ne altres significats a «Serrat de la Bandera». |

El Serrat de la Bandera  és una serra situada al municipi de Vilanova de Sau (Osona).